# Lily Berglund
Lily Berglund, folkbokförd Lilly Linnea Berglund Wilhelmsson, född 21 juli 1928 i Kvarnsveden i Borlänge, Dalarna, död 15 augusti 2010 i Oscars församling i Stockholm, var en svensk sångerska. Hon var gift med kapellmästaren Göte Wilhelmson.

## Biografi
Berglund debuterade redan som 11-åring i Kvarnsvedens nyårsrevy. 1943 vann hon tävlingen Borlänges jazzsångerska och började sjunga med Union-orkestern i staden. Hon kom till Stockholm 1950 och turnerade i folkparkerna. Året därpå, 23 maj 1951, skivdebuterade hon med låten "Lite solsken, solsken". Hon var vokalist hos Emil Iwring 1950–1953, sedan hos Thore Ehrling
Lily Berglund var vid sidan av Alice Babs och Thory Bernhards en av Sveriges populäraste schlagersångare under 1950-talet och en bit in på 60-talet. Hon hade enormt stora försäljningsframgångar med låtar som "Valpen i fönstret" (1953), "Vaya con dios" (1953), "Uppå källarbacken (American Patrol)" (1954), "Vildrosen" (1954), "Lycko-Per" (1956), "Jorden runt" (1957–1958), "Kärlek, nål och tråd" (1957) och "Bär du solsken i ditt sinne" (1957). Hennes allra största skivsuccé var "Vita syrener" (1957–1958), som såldes i närmare 70 000 exemplar. Det var den mest köpta svenska skivan under våren och sommaren 1958, och den nådde som bäst en andraplats på branschtidningen Show Business försäljningslista.  
1957–1958 var Lily Berglund också ett populärt namn i radio med programmet Refrängen, där hon tillsammans med Per Lindqvist och Gastarna sjöng dåtidens örhängen. Duon gjorde också en rad EP- och LP-skivor som sålde mycket bra.
Den norska storschlagern "Så kom våren till Tarina" (1959), som hon sjöng tillsammans med Sven-Olof Sandberg blev en långkörare strax under de tio på Topp 20-listan. Av alla svenska versioner som gjordes av Kathy Lindens hit "Goodbye Jimmy Goodbye" (1959), blev det Berglunds version som klättrade högt upp på försäljningslistorna.
1959 fick Lily Berglund huvudrollen i Hasse och Tages Doktor Kotte slår till eller Siv Olson där hon bland annat sjöng "Jag har ju ingenting att ta på mig" och "Du är min tekopp", men den sistnämnda sjöng Brita Borg in på skiva.
1960 var Lily Berglund tillbaka på hitlistorna igen med nya storsäljaren "Fröken Johansson och jag". 
Med "Förlåt att det handlar om tårar" toppade hon Radio Nords svenska topplista De tio 1961, men även baksidan "Sånt går inte an i våra da'r" letade sig upp dit.
Lily Berglund tävlade också flera gånger i den svenska Melodifestivalen med låtarna "Spela på regnbågen", (1961 - 2:a), "Stockholm", (1961 - 5:a), "Sagans underbara värld", (1962 - 5:a) "Rosen och vinden" och "Sen i går är vi kära", bägge 1963 och oplacerade. Hon framförde också vinnarmelodin "Sol och vår" i en rapp och poppig version till liten orkester 1962, men det blev Inger Berggren, som sjöng till stor orkester, som fick representera Sverige. Bägge sångerskornas inspelningar gick dock hem bland skivköparna.
Samma år som Svensktoppen startade, 1962, fick Lily Berglund en hit där med den italienska storschlagern "Quando, quando, quando", som nådde som bäst en femteplacering. En radiofavorit blev också "Sommar'n med dig" (1962).
Lily Berglund har också i olika sammanhang tolkat Kai Gullmar och gjorde under 1980-talet en uppmärksammad LP "Jag har en liten melodi" med ett urval av hennes melodier, såväl kända som okända.
Totalt gjorde Lily Berglund cirka 550 skivinspelningar. Hon avled 2010 och är gravsatt i minneslunden på Norra griftegården i Kvarnsveden.

## Filmografi
- 1952 – Flyg-Bom
- 1954 – Thore Ehrling
- 1955 – Het är min längtan

## Diskografi i urval
- "Aftonklockor" ("Evening Chimes") – Dick Harris stora orkester
- "Bär du solsken i ditt sinne" – Göte Wilhelmsons orkester
- "Det är dags för en kyss" – Gunnar Wiklund, Dick Harris orkester
- "Du är som alla andra" ("Du bist wie alle anderen") – Willard Ringstrands hammondens
- "I denna stund" ("I Need You")" -  Simon Brehms orkester
- "Botch-a-me" – Carl Holmberg, Gösta Theselius, Butcher Boys
- "Ensam går jag vilse" ("Can't I")" – Knut Edgardts orkester
- "Följ med mej" ("Be My Life's Vompanion") – Emil Iwrings orkester
- "När vi möts - vi möts i dans" ("Till I Waltz Again With You") – Gunnar Svenssons orkester
- "Vita syrener" - Simons orkester

### Fotnoter
1. ↑  ”Lily Berglund”. Discogs. http://www.discogs.com/artist/1875458-Lily-Berglund. Läst 21 december 2014.
2. ↑  SvenskaGravar